# Ахмед Моньї
Ахмед Моньї (фр. Ahmed Mogni, нар. 10 жовтня 1991, Париж) — коморський і французький футболіст, півзахисник клубу «Ансі» та збірної Коморських островів.

## Клубна кар'єра
Моньї народився в Парижі і до 17 років тренувався в «Університетському клубі Парижа», а потім займався футболом у невеликих командах «Іссі-ле-Муліно» та «Булонь-Біянкур».
На дорослому рівні дебютував, виступаючи за «Еврі» у п'ятому дивізіоні, після чого у 2014 році підписав контракт із резервною командою «Парижа», що грала там само, а після вдалого сезону влітку 2015 року підписав свій перший професіональний контракт з клубом.
Моньї дебютував у Лізі 2 за «Париж» 23 жовтня 2015 року в грі з «Ньором» (1:1). Втім закріпитись на професіональному рівні Ахмед не зумів і згодом повернувся у «Булонь-Біянкур» на сезон 2017/18, після завершення якого перейшов до клубу «Бобіньї» з четвертого дивізіону Франції.
У червні 2020 року перейшов до «Ансі» з Національного чемпіонату, третього дивізіону країни. 21 серпня 2020 року Моньї забив два голи під час свого дебютного матчу за «Ансі» в грі проти «Ле-Мана».

## Міжнародна кар'єра
Маючи подвійне громадянство, Ахмед Моньї вирішив погодитись представляти Коморські острови і 13 червня 2015 року дебютував за збірну збірну Коморських островів у грі відбору на Кубок африканських націй 2017 року проти Буркіна-Фасо (0:2)
Моньї допоміг збірній вперше в історії вийти на Кубок африканських націй 2021 року, де забив два голи в матчі групового етапу з Ганою (3:2), допомігши команді здобути історичну першу перемогу на континентальних першостях і сенсаційно вийти до плей-оф.